# سوزان رومان
سوزان رومان هي ممثلة كندية، ولدت في 17 أبريل 1957 في إدمونتون في كندا.

## أعمال

### مسلسلات
- عودة الديناصورات
- مغامرات تان تان

## وصلات خارجية
- سوزان رومان على موقع IMDb (الإنجليزية)
- سوزان رومان على موقع ألو سيني (الفرنسية)
- سوزان رومان على موقع أول موفي (الإنجليزية)
- سوزان رومان على موقع قاعدة بيانات الأفلام السويدية (السويدية)
- سوزان رومان على موقع قاعدة بيانات الفيلم (الإنجليزية)
- سوزان رومان على موقع كينوبويسك (الروسية)
- سوزان رومان على موقع ANN person (الإنجليزية)